# Jungfernbrücke
Jungfernbrücke (pol. „Most Dziewic”) – most zwodzony, znajdujący się w Berlinie, w dzielnicy Mitte, nad kanałem Spreekanal, będącym odnogą Sprewy. Jest przeznaczony wyłącznie do ruchu pieszego i stanowi połączenie między ulicami Friedrichsgracht i Oberwasserstraße. Jest również najstarszym zachowanym mostem w Berlinie i jedynym istniejącym do dziś mostem zwodzonym z dziewięciu tego typu budowli niegdyś wybudowanych w stolicy Niemiec.

## Historia

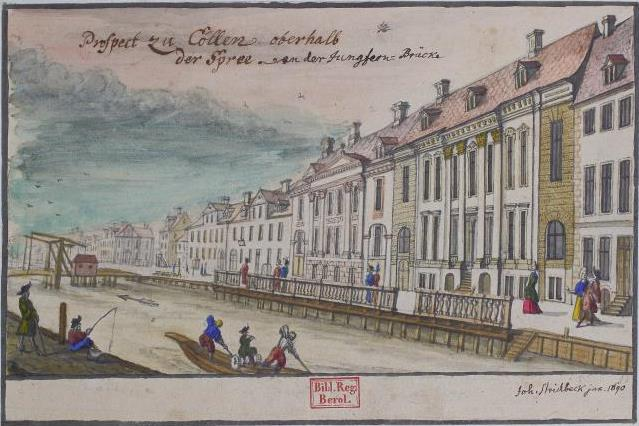
Spreegassenbrücke/Jungfernbrücke na rysunku autorstwa Johanna Stridbecka (młodszego) z 1690 roku

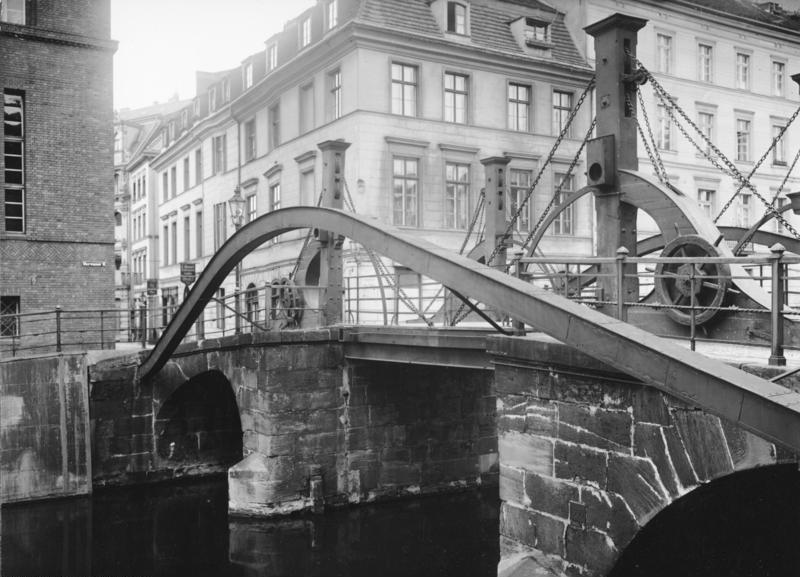
Jungfernbrücke w 1929 roku

W miejscu dzisiejszego mostu w 1689 roku zbudowano drewnianą przeprawę z podnoszoną środkową częścią, umożliwiającą przepływ statków. Według kronikarza Friedricha Nicolaia jej projektantem był Martin Grünberg. Mostowi nadano nazwę Spreegassenbrücke, pochodzącą od nazwy pobliskiej ulicy. Zgodnie z treścią niektórych źródeł już w 1690 roku wobec budowli po raz pierwszy  została użyta nazwa Jungfernbrücke (pol. „Most Dziewic”) - inne źródła podają z kolei, że nazwę tę most dostał dopiero w 1748 roku. Dzięki mostowi można było przejść nad kanałem Spreekanal z ulicy Friedrichsgracht na obszarze Kölln na położoną w obrębie Friedrichstadt ulicę Alte Leipziger Straße, która prowadziła do bramy miejskiej Leipziger Tor (pol. „Brama Lipska”). 
W 1798 roku z inicjatywy pruskiego króla Fryderyka Wilhelma III stary most został zastąpiony zaprojektowaną przez Friedricha Becherera nową budowlą, składającą się z dwóch bocznych łuków z piaskowca i dwóch środkowych drewnianych klap, podnoszonych za pomocą żelaznych łańcuchów, kół i przeciwwag. W związku z przeprowadzoną w latach 1934–1940 rozbudową budynku Reichsbanku zmieniono przebieg ulicy Alte Leipziger Straße, przez co most utracił funkcję połączenia między Kölln a Friedrichstadt.
W latach 1937–1939, gdy pogłębiano kanał i rozbudowywano śluzę przy Mühlendamm, pod środkowymi filarami mostu wstawiono nowe podpory, a zachodni łuk przebudowano z użyciem żelbetu. W miejscu drewnianych klap zostały zamontowane stalowe dźwigary z deskami, zaś prowadzące do przeprawy pochylnie zastąpiono schodami, przez co z mostu mogli teraz korzystać wyłącznie piesi. W związku z wyłączeniem odcinka kanału z żeglugi unieruchomiono mechanizm podnoszący środkową część mostu.
W latach 1998–1999 władze Berlina we współpracy z Krajowym Urzędem do spraw Zabytków (niem. Landesdenkmalamt) przeprowadziły gruntowną renowację Jungfernbrücke, której koszt wyniósł około 4,1 miliona marek. W ramach niej odrestaurowano większość (ponad 70%) elementów mechanizmu podnoszenia mostu, a pozostałe zastąpiono nowymi. Mechanizmowi nie przywrócono przy tym możliwości podnoszenia. Wzmocniono także fundamenty betonem oraz odnowiono drewnianą posadzkę mostu.

## Dane techniczne
Jungfernbrücke ma 28 m długości i 4,5 m szerokości, przy czym środkowa część jest długa na 8,70 m i szeroka na 4,20 m. Jego boczne łuki, wykonane z czerwonego piaskowca z Miltenbergu, różnią się szerokością: jeden mierzy 6,60 m, drugi zaś 3,60 m.

## Pochodzenie nazwy
Pochodzenie nazwy mostu jest niejasne i ma różne wersje. Są wśród nich takie, że most stanowił miejsce regularnego przychodzenia młodych dziewczyn na schadzki z mężczyznami oraz że był terenem działania dziewczyn „lekkich obyczajów”. Inna mówi o teście, jaki robiono kandydatkom na żonę przed ślubem. Wybranka musiała przejść przez most i jeśli deski skrzypiały, stanowiło to powód do wątpienia w jej dziewictwo.
Najbardziej powszechna jest wersja o dziewięciu siostrach Blanchet. Wywodziły się one z hugenockiej rodziny krawców, mieszkającej w położonym przy ulicy Friedrichsgracht 61 budynku zwanym Französischer Hof (pol. „Francuski Dwór”). Kobiety miały się zajmować sprzedażą wyrobów koronkowych oraz wstążek na moście i rozpowszechniać różne wieści oraz plotki, głównie dotyczące życia wyższych warstw społecznych dzięki czemu cieszyły się rozpoznawalnością w mieście. Jednak Eberhard Heinze w swojej publikacji Berlin und seine Brücken (pol. „Berlin i jego mosty”) z 1987 roku podał tę wersję w wątpliwość, jako że nazwisko Blanchet nie pojawiło się na żadnych listach hugenockich uchodźców. Za bardziej wiarygodną uchodzi wersja o dwóch pochodzących z Francji, wytwarzających i sprzedających wyroby z koronki mieszkankach budynku nieopodal mostu, które przez klientów były zwyczajowo nazywane „francuskimi dziewicami”.
W obiegu funkcjonuje również wersja o ślepym starcu, który mieszkał w małym domu niedaleko mostu. Człowiek ten cierpiał na bezsenność i podczas letnich nocy spędzał czas przy oknie słuchając dźwięków otoczenia. Pewnego razu usłyszał kłótnię dziewczyny z mężczyzną, a następnie krzyk, plusk wody i odgłos kroków. Następnego dnia z wody wyłowiono ciało dziewczyny, o której morderstwo oskarżono jej młodego ukochanego, do czego przyczynił się świadek, który w przesłuchaniu zeznał, że poprzedniej nocy widział na moście kłócącą się parę. Potem na przesłuchanie wezwano ślepego starca, który stwierdził, że w nocy słyszał głos starszego mężczyzny, a nie młodego i że głos ten bez problemu rozpozna. Niedługo później starca skonfrontowano z pierwszym świadkiem, a gdy ten wypowiedział kilka słów, starzec natychmiast go rozpoznał, dzięki czemu przed sądem mógł stanąć prawdziwy sprawca, który – jak się okazało – był odrzuconym adoratorem ofiary. Jako że ofiara była dziewicą, do mostu przylgnęła jego obecna nazwa.